# Arenales (řeka)
Řeka Arenales (španělsky: Río Arenales) je řeka v severozápadní Argentině. Arenales, přítok řeky Salado, protéká městem Salta.
Pramení v departementu Rosario de Lerma na úpatí And mezi vysočinou Salamanca a pohořím Lesser a protéká severní částí údolí Lerma, jižně od města Salta, kde do ní přitéká řeka Arias. Poté se stáčí na jih, kde do ní přitéká řeka Rosario - její hlavní přítok - a řeka Chicoana a vlévá se do nádrže Cabra Corral. Zde se vlévá do řeky Salado, se kterou tvoří mohutnou řeku Juramento.